# 17438 Quasimodo
17438 Quasimodo è un asteroide della fascia principale. Scoperto nel 1989, presenta un'orbita caratterizzata da un semiasse maggiore pari a 2,3225853 UA e da un'eccentricità di 0,1309889, inclinata di 3,32516° rispetto all'eclittica.
L'asteroide è dedicato a Salvatore Quasimodo, poeta e premio Nobel per la letteratura.